# Ряшки
Ря́шки — село в Україні, у Прилуцькому районі Чернігівської області. Входить до складу Сухополов'янської сільської громади.
Населення у 2002 році становило 730 осіб, у 2006 році — 659 осіб.

## Географія
Розташоване на річці Смош (ліва притока річки Удай). На північній околиці села балка Осовий Яр впадає у річку Смош.

## Населення

### Мова
Розподіл населення за рідною мовою за даними перепису 2001 року:
| Мова            | Кількість | Відсоток |
| --------------- | --------- | -------- |
| українська      | 806       | 98.05%   |
| російська       | 14        | 1.71%    |
| румунська       | 1         | 0.12%    |
| інші/не вказали | 1         | 0.12%    |
| Усього          | 822       | 100%     |

## Історія
Існує легенда стосовно походження назви села. Три брати (старший з них на ім'я Рясина) були заслані в мальовничі місця як карні злочинці й побудували хутір за річкою Смош. За іменем першого поселенця село начебто й стало називатися Ряськи (пізніше назва видозмінювалась Ряжки → Ряшки).
Уперше село згадується в 1629 році.
З 1648 року Ряшки стали власністю Прилуцького полку.
Входили до складу Іваницької сотні Прилуцького полку (1648-1781), до Переволочанської волості Прилуцького повіту Полтавської губернії (1802—1890), центр Ряшківської волості Прилуцького повіту Полтавської губернії (1890—1923), до Іваницького району Прилуцького округу Полтавської губернії (1923—1930), Чернігівської області (1932—1959), до Прилуцького р-ну (з 1959).
Вільне військове село до 1679 року, коли гетьман Іван Самойлович віддав його в управління прилуцькому полковнику Дмитру Чернявському. Після нього Ряшками, як власністю прилуцьких полковників, володіли послідовно Лазар і Дмитро Горленки.
Під час страшної посухи 1698 року гетьман Мазепа наділяє одного з найкращих своїх полковників Дмитра Горленка значними земельними угіддями. Серед інших йому було даровано напівпорожнє село Ряшки. За декілька років Горленко спромігся не тільки повернути селян, але й почав інтенсивно заселяти хуторами куплені земельні ділянки в степу та понад Удаєм.
Далі селом як маєтком прилуцьких полковників володіли І. Ніс, а з 1716 року Гнат Ґалаґан.
У 1718 році Йоган-Бернгард фон Вейсбах, генерал російської армії, учасник Полтавської битви, одержав царську грамоту на володіння колишнього переяславського полковника Мировича. Серед інших він привласнив і село Ряшки як володіння прилуцького полковника Д. Горленка, хоч воно й не належало особисто цьому полковнику. У 1719 році Вейсбах заснував у селі суконну мануфактуру, найбільшу на Чернігівщині.
Після його смерті в 1737 році село було віддане генерал-фельдмаршалу Мініху, який розширив виробництво.
У 1743 році село було приписане до суконної фабрики й стало посесійним володінням.
У 1754 році Єлизавета Петрівна подарувала Борису Григоровичу Юсупову у вічне володіння суконну мануфактуру з усіма селянами та землями, що були приписані до фабрики.
Після реорганізації волостей Ряшки спочатку входили до Переволочанської волості (1867—1889) 1-го стану, пізніше стали центром волості (1890—1923) 2-го стану.
Церква  в  ім'я  Різдва  Богородиці збудована в 1804 році. До приходу входили село Оникіївка та хутір Ілляшенковий.
Найдавніше знаходження на мапах — 1816 рік як Решки.
У 1862 році в селі володарському та козачому Ряшки (Ряски) була церква, завод, 3 ярмарки, приватна лікарня та 435 дворів, де жило 2719 осіб.
У 1911 році в селі Ряшки була Різдва Богородиці церква , земська та церковно-парафіяльна школи, жило 1849 осіб.
У 1886 році в селі діяли церква Різдва Богородиці, церковнопарафіяльна школа при ній, 5 шинків, 2 крамниці, 5 кузень, 29 вітряків, 2 олійниці. Щосуботи відбувався базар, тричі на рік проводили ярмарки.
У другій половині XIX ст. поміщиками в Ряшках були: М. Б. Юсупов, Є. Г. Уступна, Г. П. Руданівський, В. І. Маркевич, П. І. , І. І. та С. І. Фурси, О. В. Соболевська та ін.
У 1910 році діяли: Різдва Богородиці церква (в радянський період закрита), земське початкове однокласне училище (засновано 1910 р.), дві однокласні церковно-парафіяльні школи (чоловіча і жіноча), поштове відділення (1916).
У 1917—1921 роках влада в селі змінювалася кілька разів.
У 1923—1930 роках Ряшки — центр сільради.
1930 року в Ряшках під час примусової колективізації організовано сільгоспартіль «Перемога», а через рік тут було вже 5 артілей: «Піонер», «Перемога», ім. Будьонного, ім. Леніна, ім. Ворошилова.
Між 1880 та 1935 роками хутір Кателевський Кут (Каталовський, Котелевський) увійшов у Ряшки.
У 1950 році колгоспи «Перемога» і «Піонер» об'єднані в колгосп «Перемога», а колгоспи ім. Ворошилова, ім. Леніна та ім. Будьонного — в колгосп ім. Будьонного, який 1957 року перейменований у колгосп «40-річчя Жовтня». У 1964 році колгоспи «Перемога» і «40-річчя Жовтня» об'єднані в колгосп «Родіна».
У селі — центральна садиба колгоспу «Родіна», відділення зв'язку, середня школа, лікарня, дитсадок, будинок культури, дві бібліотеки, музей на громадських засадах. Встановлено два надгробки на могилах односельців і партизанів, загиблих у боротьбі проти гітлерівців, а також пам'ятник радянським воїном, які загинули 1943 року під час звільнення села від німців.
05.02.1965 Указом Президії Верховної Ради Української РСР передано дві сільради Ічнянського району — Обичівську та Ряшківську — до складу Прилуцького району.